# Битка при Пате
Битката при Патé (на френски: Bataille de Patay) е вторият най-голям успех на Жана д'Арк през Стогодишната война. На 18 юни 1429 г. нейната малка армия разбива отстъпващите англичани и въпреки че тя не присъства лично, победата се смята за постижение на нейния военен гений.

## Ситуацията към 1429 г.
Редица успехи на англичаните от 1415 г. нататък поставят Франция в критично положение. След победата при Аженкур те покоряват Нормандия, сключват договора от Троа, който дава на английския крал правото да наследи френския трон, завземат Париж, печелят нови победи - при Краван и при Верньой и постепенно блокират Орлеан. Този град се оказва с ключово стратегическо значение, защото падането му би означавало край на южната съпротива, олицетворвана от френския престолонаследник Шарл, наричан просто Дофина. През 1428 г. обаче се появява селската девойка Жана д'Арк, която му предлага с част от армията му да разкъса обсадата на Орлеан. За всеобщо учудване успява, а след това отблъсква англичаните от останалите им позиции по долината на река Лоара. Така тя извършва дълго чакания военен обрат, който може да даде на Франция възможност да спечели войната.

## Ход на битката
Прочистването на земите по Лоара завършва на 17 юни с падането на Менг и Божанси. Оцелелите англичани (около 5000 души) отстъпват на север под командата на генерал Джон Фастолф. До него е младият все още Джон Талбот, бъдещ герой на английската кауза във войната. Жана д'Арк казва на хората си, че „нямат минута за губене“ и трябва да настигнат противника преди да се е окопитил или да се е съединил с други части. По обед на 18 юни френският авангард застига англичаните на 15 км северно от Орлеан, край селото Патé. Фастолф вижда, че не може да избегне боя, затова търси силни отбранителни позиции. Обаче, тъй като няма време да завърши подредбата на хората си, той изпраща Талбот с 500 стрелци да пресрещне идващия френски авангард (не повече от 1500 души) и да ги задържи достатъчно. Те се скриват в една малка гора и всичко в плана изглежда чудесно.
Когато французите приближават без да подозират за капана, един елен изплашено изтичва от гората. Те се досещат какво им се крои. Считат случилото се за поредното чудо, с което Бог помага на своята любимка Жана. Командирът на конницата Етиен дьо Виньол, наричан „Ла Ир“, заобикаля английските позиции и напада стрелците по фланга. Беззащитни и объркани, те се отказват от съпротивата и се втурват към своя лагер. Сега се намесва и пехотата, командвана от Жан дьо Ксантрей. Използвайки стрелците като прикритие, французите се приближават до английския лагер и могат лесно да го нападнат. Цялото предимство, което англичаните имат от своите стрелци с дълги лъкове не само се оказва неизползваемо, но и им изиграва лоша шега.
Обезверени и уплашени, англичаните не издържат на напрежението. Фастолф пръв дава сигнал за отстъпление, като напуска бойното поле. Войниците се опитват да го последват, но отстъплението се превръща в бягство, а оттам - и в масово клане. Повече от половината английска войска загива, много са пленени. За малко повече от час английските сили в района на Орлеан са ликвидирани.

## Последици
Заради проявеното малодушие - така нетипично за английски офицер - генерал Фастолф е освободен от всички заемани постове. Изпаднал в гняв, принц Джон публично го обвинява за провала. Сега пред него стои главната задача да укрепи позициите си и да запуши пробивите. От гледна точка на френското командване, пътят към Париж е открит. Жана д'Арк наистина настоява пред Дофина да се атакува столицата, но той охлажда ентусиазма ѝ. Тогава тя му предлага поход към Реймс, където да постави короната на кралство Франция на главата си и да заеме мястото си в списъка на френските крале като Шарл VІІ. И наистина, главната последица от битката при Патé е коронацията на краля на 17 юли същата година.